# Нельсен, Нельс

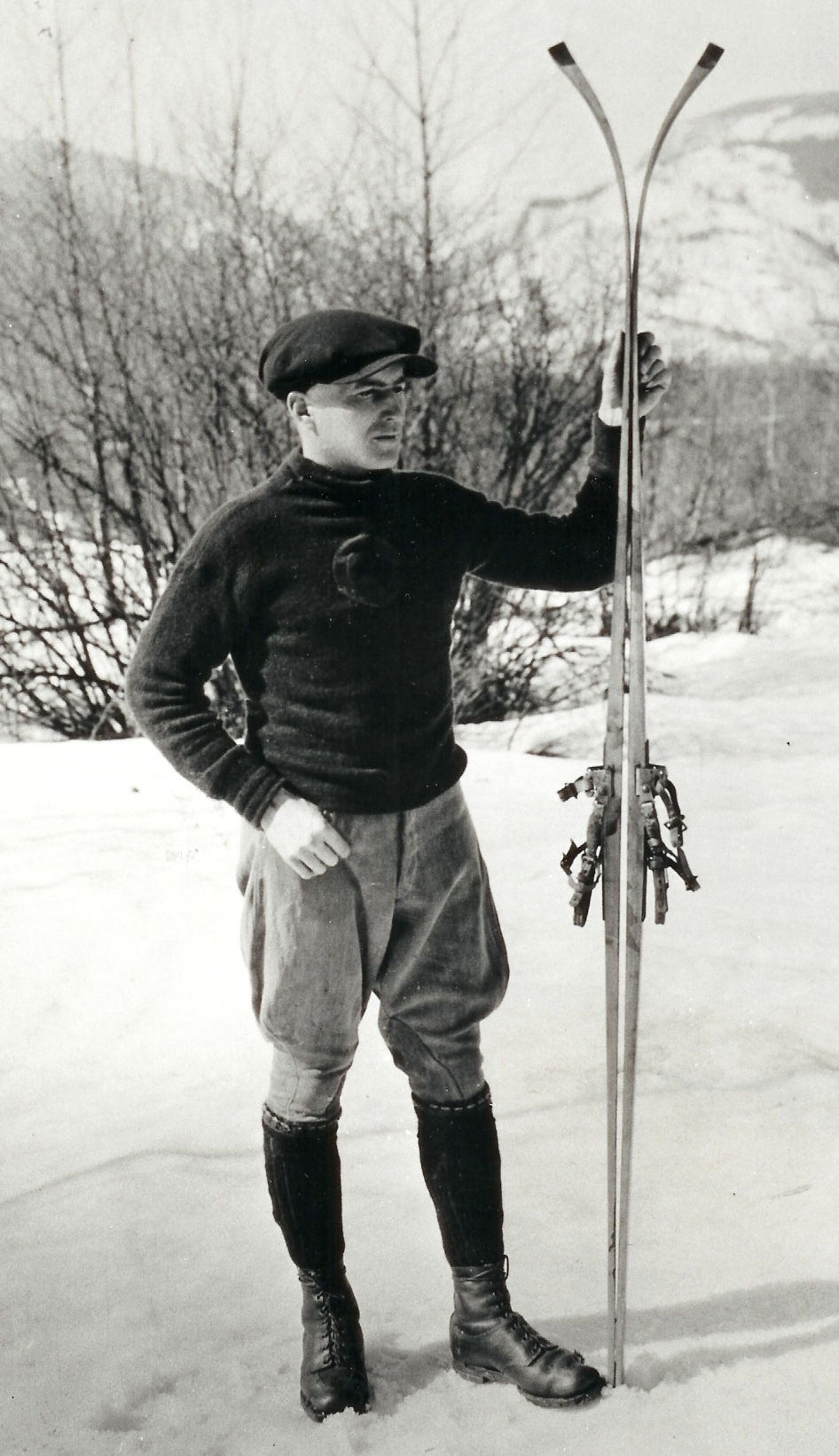
Нельс Нельсен, 1925

Нельс Нельсен (имя при рождении Нильс Йохан Нилсен; 3 июня 1894, Саланген, Норвегия — 3 июня 1943, Филд, Британская Колумбия, Канада) — канадский спортсмен норвежского происхождения, прыгун с трамплина, впоследствии бывший спортивным организатором и функционером.
Он был одним из лучших в мире прыгунов с трамплина в 1920 годы и удерживал мировой рекорд по дальности прыжка с трамплина — 73 метра — с 1925 по 1930 год. Родился в Салангене, вместе с семьёй переехал в Ревелсток, Британская Колумбия, в 1913 году. Он быстро стал лучшим прыгуном с трамплина города, дебютировав на местном Большом холме (ныне названном в его честь) в 1916 году. Он принимал участие в соревнованиях на всей территории Канады и Соединённых Штатов и становился чемпионом Канады пять раз. Несмотря на установку мирового рекорда, он не был допущен к участию в зимних Олимпийских играх 1928 года, поскольку чиновники не сочли возможным для него поездку в Швейцарию.
Нельсен работал в Канадской Тихоокеанской железной дороге и переехал в Северный Ванкувер, Британская Колумбия, где обзавёлся семьёй. Нельсен потерял руку на охоте в 1933 году и был вынужден покинуть спорт. Он продолжал, однако, деятельность организатора и был, среди прочего, президентом Ассоциации любительского лыжного спорта Западной Канады, а позже вице-президентом Канадской любительской ассоциации лыжного спорта. В 1948 году, после того как Большой холм в Ревелстоке был расширен, он был переименован в Холм Нельса Нельсена. Нельсен был введён в национальный лыжный Зал славы США в 1971 году и канадский горнолыжный Зал славы в 1983 году.